# Olomoucké horologium

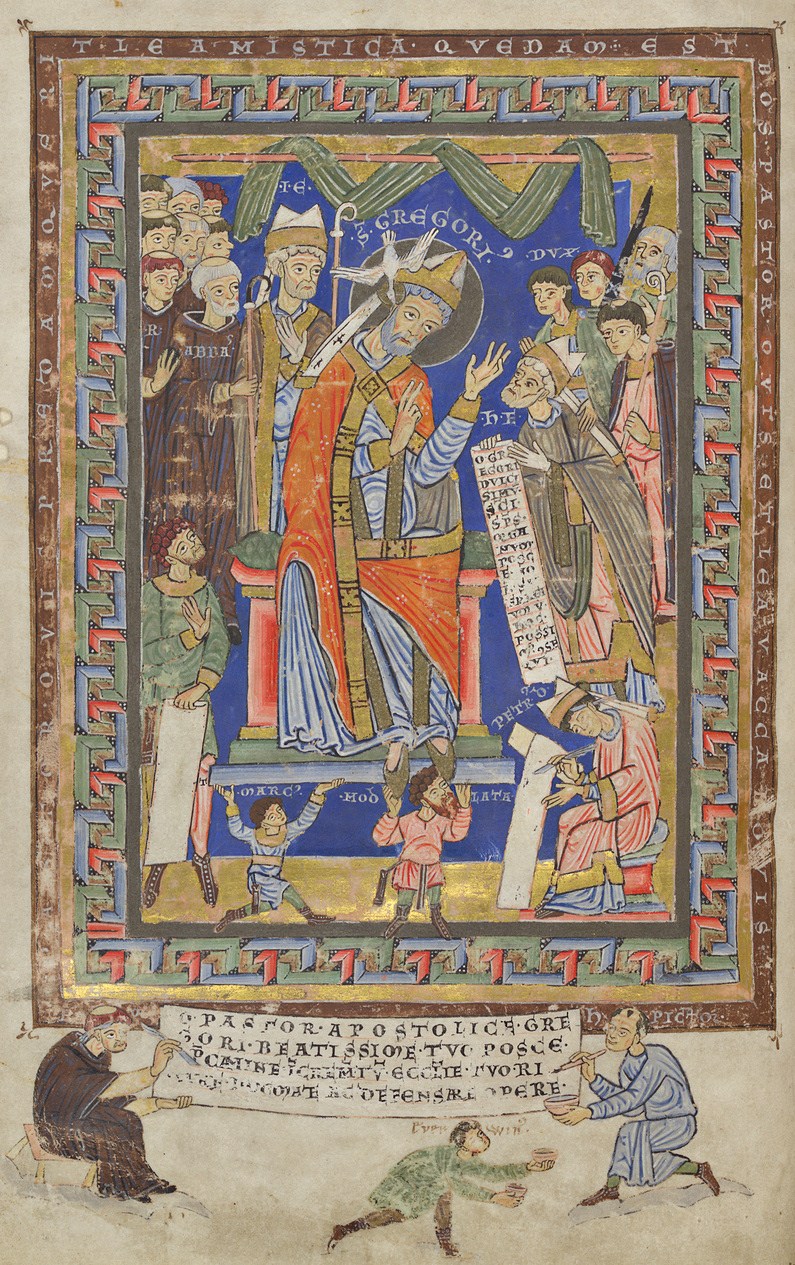
Dedikační stránka z Olomouckého horologia

Olomoucké horologium (latinsky Horologium Olomucense), též zvaný Olomoucký kolektář či Breviarium Bohemicum, je liturgický kodex vytvořený na objednávku biskupa Jindřicha Zdíka pro kapitulu při katedrále sv. Václava v Olomouci v první polovině 12. století.
Ilustrovaný rukopis na 161 listech pergamenu je vlastně breviář, tedy kolekce liturgických textů potřebných k denním modlitbám (tzv. hodinkám, latinsky horae) v katolické církvi.
Kodex se stal kořistí švédské armády během třicetileté války a je dodnes uložen v Královské knihovně ve Stockholmu. Pro české historiky jej v roce 1880 nově objevil a identifikoval historik Beda Dudík při své výzkumné cestě do Švédska. Na výstavu o Jindřichu Zdíkovi v roce 2009 byla kniha zapůjčena do Olomouce.